# کوتسیوا
کوتسیوا (به صربی: Koceljeva) یک شهرستان در صربستان است که در ناحیه ماچوا واقع شده‌است. کوتسیوا ۲۵۷ کیلومتر مربع مساحت و ۱۳٬۱۲۹ نفر جمعیت دارد و ۱۲۶ متر بالاتر از سطح دریا واقع شده‌است.